# Scirtes mawatarii
Scirtes mawatarii is een keversoort uit de familie moerasweekschilden (Scirtidae). De wetenschappelijke naam van de soort werd in 1958 gepubliceerd door Takehiko Nakane.